# Єфимов Олександр
Олександр Єфимов (14 липня 1964, Воскресенськ, Московська область, СРСР) — радянський хокеїст, нападник.

## Біографічні відомості
Виступав за команди майстрів «Динамо» (Харків), «Хімік» (Воскресенськ) і «Кристал» (Електросталь). У вищій лізі провів 3 матчі (1+6), у першій лізі — 171 (41 гол).

## Статистика
| Сезон               | Клуб                     | Ліга                | І  | Г  | П | О  | ШХ |
| ------------------- | ------------------------ | ------------------- | -- | -- | - | -- | -- |
| 1982-83             | «Динамо» (Харків)        | СРСР-2              | 59 | 17 | 1 | 18 | -  |
| 1983-84             | «Динамо» (Харків)        | СРСР-2              | 49 | 8  | - | -  | -  |
| 1984-85             | «Хімік» (Воскресенськ)   | СРСР                | 3  | 0  | 0 | 0  | 2  |
|                     | «Кристал» (Електросталь) | СРСР-2              | 13 | 7  | 0 | 7  | 10 |
| 1985-86             | «Кристал» (Електросталь) | СРСР-2              | 50 | 12 | 3 | 15 | 28 |
| Всього у вищій лізі | Всього у вищій лізі      | Всього у вищій лізі | 3  | 0  | 0 | 0  | 2  |